# 索尔比耶 (上阿尔卑斯省)
索尔比耶（法語：Sorbiers，法語發音：[sɔʁbje]）是法国上阿尔卑斯省的一个市镇，属于加普区。

## 地理
索尔比耶（44°22'29"N, 5°33'47"E）面积13.93 平方千米，位于法国普罗旺斯-阿尔卑斯-蓝色海岸大区上阿尔卑斯省，该省份为法国东南部内陆省份，北起萨瓦省，西北接伊泽尔省，西南接德龙省，南至上普罗旺斯阿尔卑斯省，东北部与意大利接壤。
与索尔比耶接壤的市镇（或旧市镇、城区）包括：莱皮讷、蒙热、里贝雷、圣安德烈德罗桑、绍瓦克-洛-蒙托、维勒布瓦莱潘。

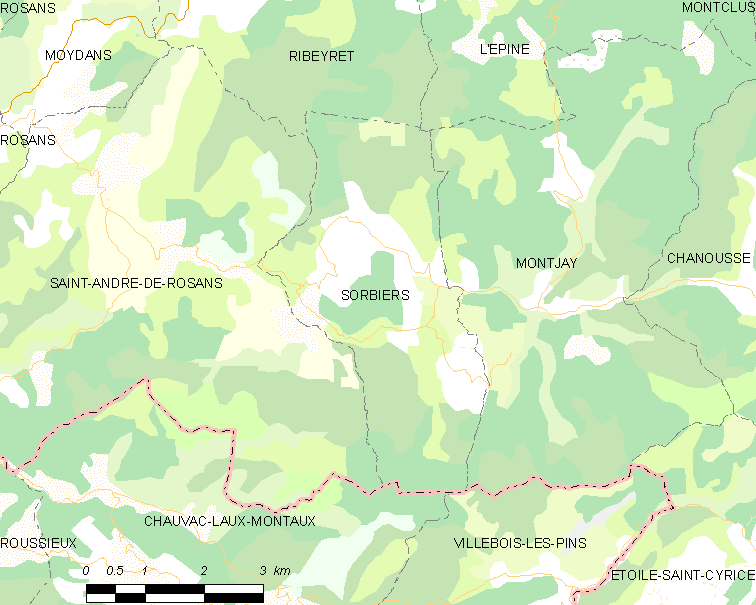
的OSM定位图

索尔比耶的时区为UTC+01:00、UTC+02:00（夏令时）。

## 行政
索尔比耶的邮政编码为05150，INSEE市镇编码为05169。

## 政治
索尔比耶所属的省级选区为塞尔县。

## 人口

1962-2008年间人口变化图示

索尔比耶于2022年1月1日时的人口数量为49人。